# La Vie facile (film, 1973)
Pour plus de détails, voir Fiche technique et Distribution.
La Vie facile est un film français réalisé par Francis Warin et sorti en 1973.

## Fiche technique
- Titre : La Vie facile
- Réalisation : Francis Warin
- Scénario : Francis Warin, avec la collaboration de Jérôme Savary
- Photographie : Georges Strouvé
- Son : Jean-Pierre Ruh
- Montage : Marie-Josèphe Yoyotte
- Musique : Jacques Coutureau, Richard Helfman et Jérôme Savary
- Sociétés de production : Robinson Activités - ORTF
- Pays de production :  France
- Durée : 85 minutes
- Date de sortie : France - 22 février 1973

## Distribution
- La troupe du Grand Magic Circus
- Henri Serre : Alban
- Michèle Bompart : Elvire
- Marianne Eggerickx : la sœur d'Elvire
- Bernard Haller : le mercenaire
- Margo Lion : la grand-mère
- Rufus : le curé